# Lakish
Lakish, ou Lachish, Lakhish (en hébreu : לכיש), parfois orthographiée Lakis dans la tradition française, est une ville souvent citée dans l'histoire biblique.
Elle a été le cadre de nombreuses batailles et assiégée à diverses reprises, ce dont on a des échos dans les littératures anciennes et l'archéologie du Moyen-Orient. Elle se situe en Israël, dans la Shéphélah, à 40 kilomètres au sud-ouest de Jérusalem.

## Histoire
L'occupation du site commence au Néolithique (-5500 à -4500). Des développements majeurs ont lieu au Bronze ancien (-3300 à -3000).
Au Bronze moyen II, Lakish est une importante cité fortifiée cananéenne, qui présente une forte influence égyptienne. Cette ville est détruite vers -1550, à l'instar de nombreux autres sites cananéens. La ville est ensuite reconstruite, mais n'est plus fortifiée. Cette cité cananéenne du Bronze récent (-1550 à -1200) est mentionnée dans les lettres d'El Amarna. C'est alors une ville importante, où réside le gouverneur égyptien pour le sud de Canaan. Elle est détruite à nouveau vers -1200, puis reconstruite. L'occupation cananéenne de Lakish prend fin avec la violente destruction de la ville aux environs de -1150, probablement lors d'une conquête des Philistins ou des Israélites. Le tell est ensuite abandonné pendant deux siècles. La cité est reconstruite par les Israélites au début de l'âge du fer. La ville non fortifiée est détruite vers 925 av. J.-C. par le pharaon Sheshonq Ier.
Dans la première moitié du IXe siècle, pendant les règnes d'Asa et Jehoshaphat, Lakish redevient une ville importante. Elle est solidement fortifiée et un palais est érigé. C'est la plus avancée des forteresses gardant la vallée qui mène à Jérusalem et vers l'intérieur du pays contre des ennemis pouvant venir de la mer.
Sous Roboam, elle semble devenir la deuxième ville plus importante du royaume de Juda.
En 701 av. J.-C., lors de la révolte du roi Ézéchias contre l'Assyrie, la ville est prise par Sennachérib malgré sa résistance. De fait, les fouilles modernes ont mis au jour une rampe d'accès aux remparts construite par les Assyriens. Ont également été découverts près de 1 500 crânes dans une cave près du site, et des centaines de pointes de flèche sur la rampe et le rempart, indices de la violence de la bataille. La ville revient ensuite sous contrôle judéen jusqu'à sa chute devant le Babylonien Nabuchodonosor II lors de sa campagne contre Juda (586 av. J.-C.).

## Site archéologique

### Identification: Tell ed-Duweir

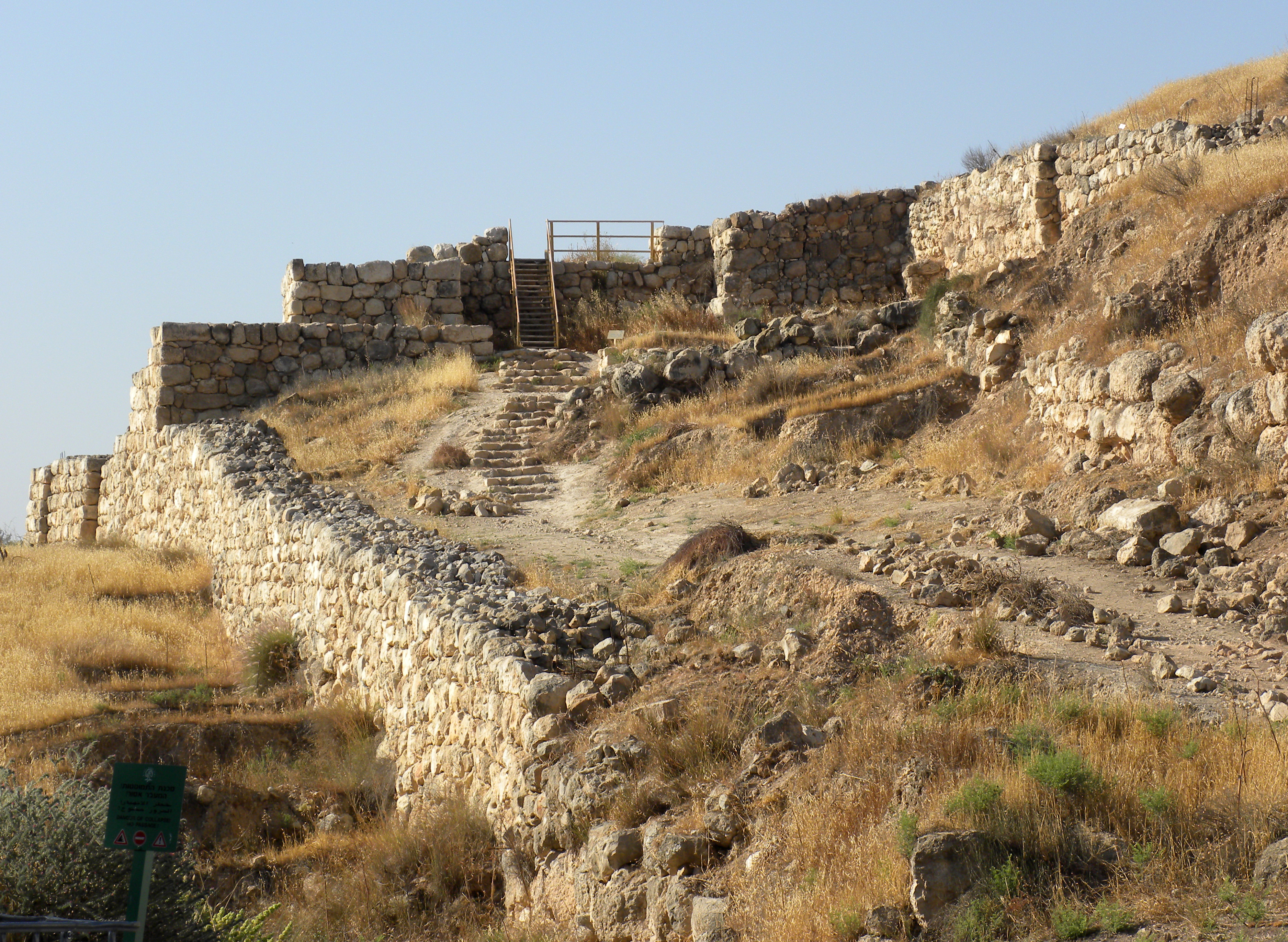
La porte principale de Lakish

Au XIXe siècle et au début du suivant, Lakish avait été identifié comme Tell el-Hesi à cause d'une tablette cunéiforme qu'on y avait trouvée (EA 333). La tablette est une lettre d'un officier égyptien du nom de Paapu, qui rapporte des cas de fraude impliquant un roitelet local, Zimredda, roi de Lakish (en). 
Les fouilles à Tell el-Hesi, identifié ensuite avec Eglon (en), ont été dirigées par William Petrie et Frederick Jones Bliss pour la Palestine Exploration Fund dans les années 1890 - 1892. Ils ont mis au jour, entre autres, un haut-fourneau daté de -1500.
Plus récemment, les fouilles de Tell ed-Duweir ont poussé à identifier ce dernier site avec Lakish. David Ussishkin a effectué des campagnes de fouilles archéologiques entre 1973 et 1994,,,.

### Stratification

#### Bronze Moyen

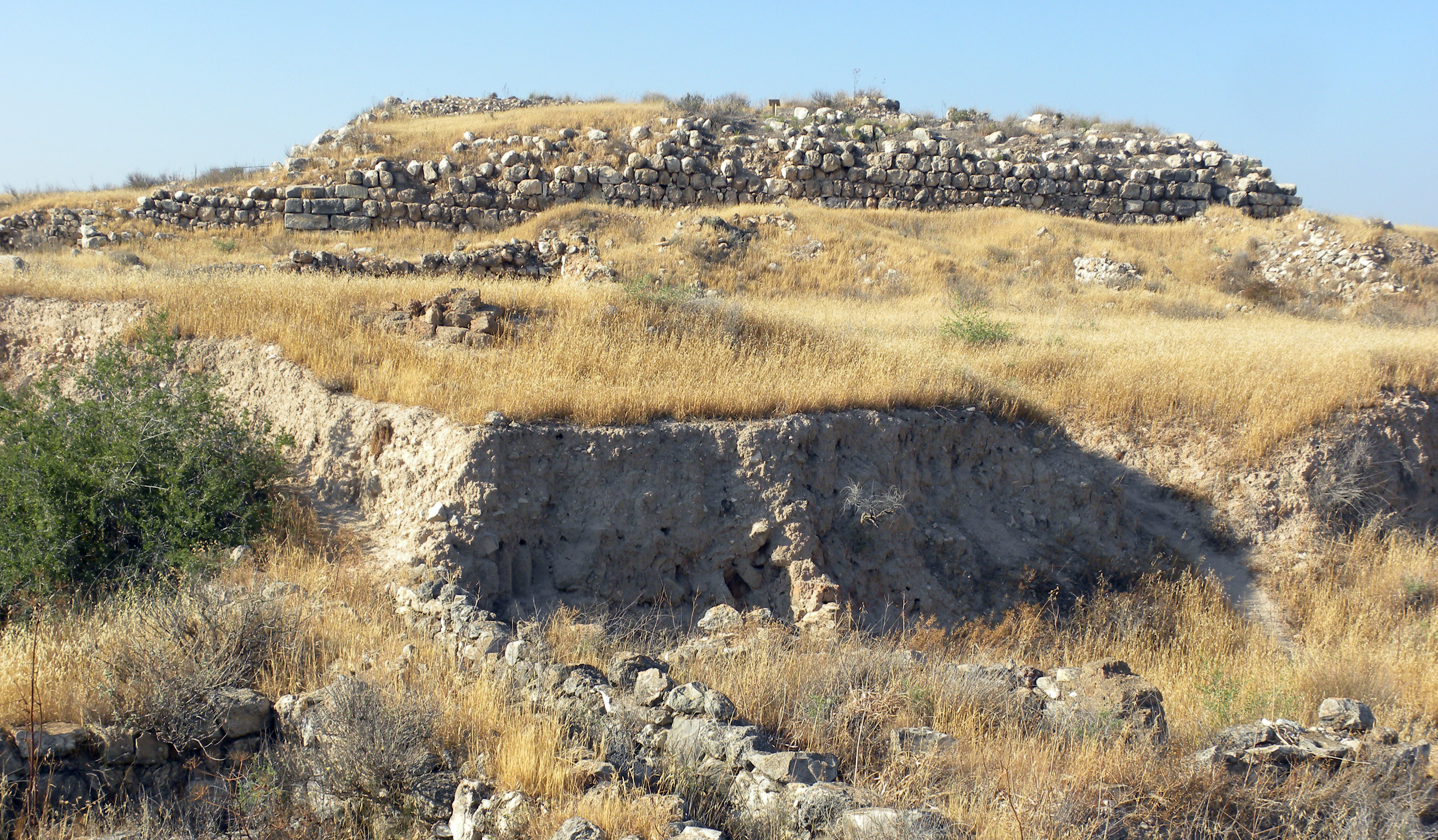
Le Palais (Bronze Moyen)

- Strate VIII : 1567-1450. Une ville étendue et fortifiée est établie au début du second millénaire sur une colline surplombant les environs. Elle est défendue par un mur et un glacis, ainsi qu'une fosse au pied du glacis. Un vaste palais, possédant de nombreuses pièces et une cour, se dresse sur l'acropole. Il s'agit probablement de la résidence du roi de Lakish. La ville est détruite vers -1550.

#### Bronze Récent
- Après un court laps de temps, la ville est reconstruite autour d'un temple construit dans la fosse. La ville est citée dans les lettres d'El Amarna, qui présentent Lakish comme un centre urbain important et le siège du gouverneur égyptien du sud de Canaan.
- La strate VII : deux temples sont connus à cette période. Un temple sur l'acropole, d'architecture égyptienne. Et le temple de la fosse. Cette strate est détruite par le feu puis reconstruite (strate VI), mais le temple[Lequel ?] ne sera pas reconstruit.
- Strate VI. La dernière ville cananéenne subit une fin violente, vers la fin du XIIe siècle. Elle est totalement détruite, et sa population disparaît ou migre. Il est probable que la ville cananéenne ait été détruite par les Israélites ou les Philistins, qui sont les deux autres peuples présents aux environs immédiats à cette époque.

#### Âge du fer

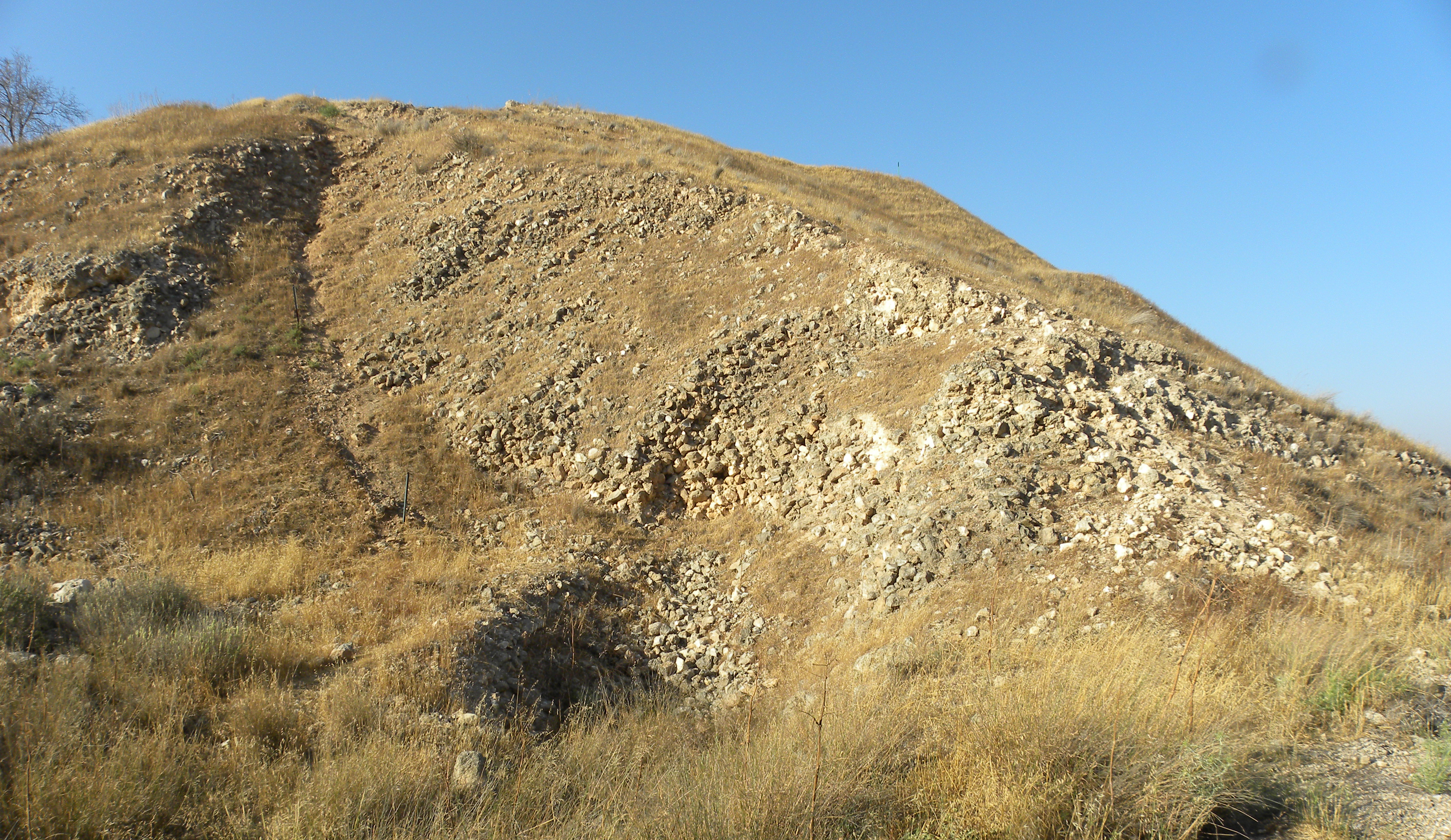
Vestige de la rampe construite par les Assyriens

- Pendant les XIIe et XIe siècles av. J.-C., la ville est inoccupée.
- Strate V : Xe siècle (Fer IIA), représente une nouvelle ville, construite à l'époque de David et Rehoboam
- Strate IV : ~950-900 (Fer IIA)
- Strate III : 900-701 (Fer IIB) dernière couche archéologique avant la campagne de Sennacherib.
- Strate II : 701-586 (Fer IIC) la ville est détruite par Nabuchodonosor II.
- Strate I : 450-150 (époque perse/hellénistique)

## Dans les textes

### Papyrus Hermitage 1116A
Ce document administratif enregistre les allocations de nourriture aux émissaires des cités cananéennes. Il semble dater du règne d'Aménophis II (1436-1413). avec Ashkelon, Lakish est la seule cité mentionnée au sud du pays. Cette mention semble attester d'une grande cité au XVe siècle.

### Lettres d'El Amarna
Cette ville est mentionnée dans les Lettres d'Amarna comme Lakisha (EA 287, 288, 328, 329, 335).
Trois chefs successifs de la ville sont mentionnés. Zimredda, qui écrit EA 329, est tué dans une révolte, comme le mentionnent des lettres de Jérusalem et de Gath (EA 288, 335). Une lettre écrite par un officiel égyptien trouvée à Tell el-Hesi (EA 333) mentionne Zimredda et son successeur Úip‹i-Ba>lu, auteur de trois lettres (EA 330-332). D'Yabni-Ilu, qui lui succède, il subsiste une lettre (EA 328).
Ces lettres témoignent d'une ville importante, dirigée par un roi soumis au pharaon de l'époque.

### Le relief de Lakish

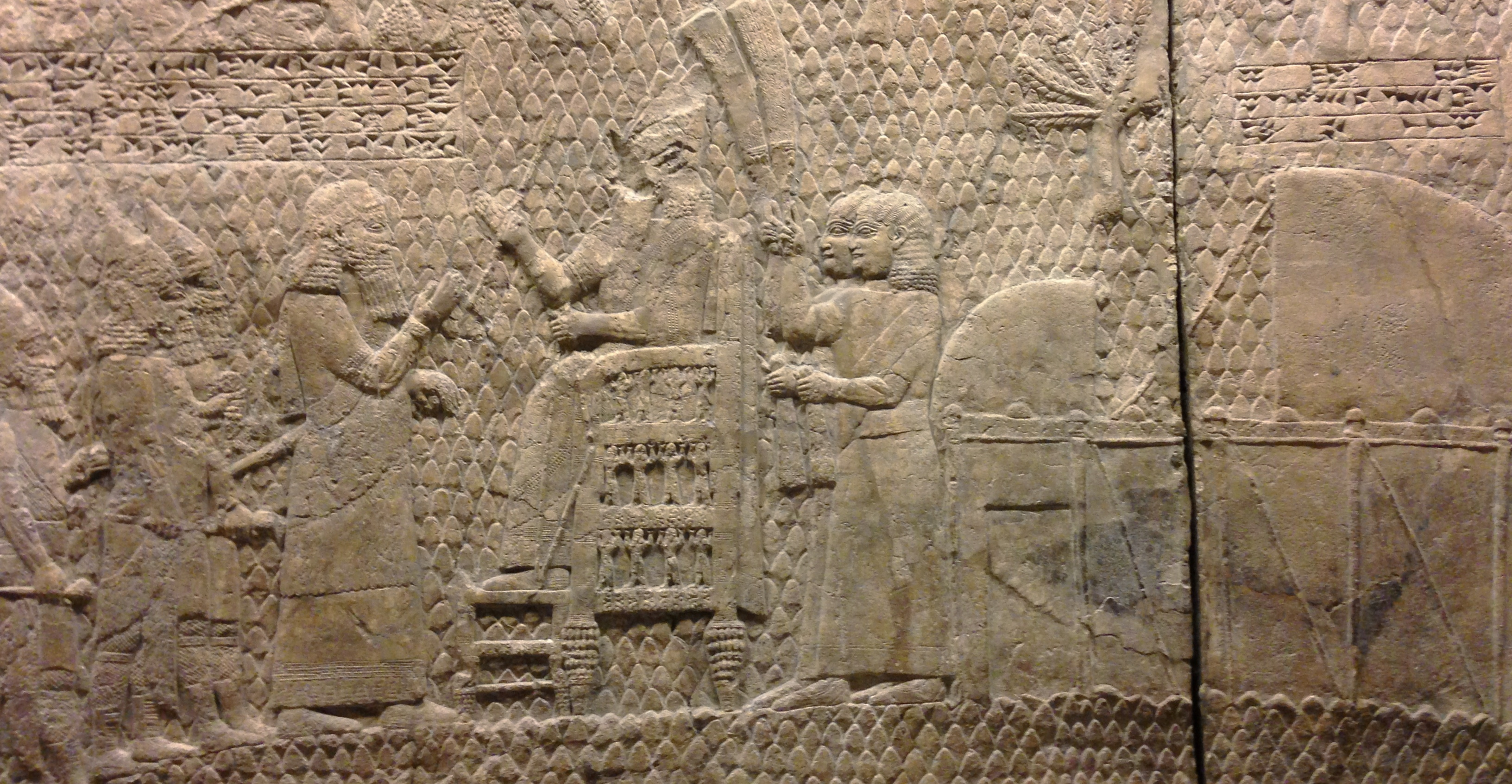
Relief de Lakish, table 8 (British Museum, Londres)

Le relief de Lakish fait partie d'un ensemble de bas-reliefs assyriens qui relatent la victoire sur la Judée et le siège de Lakish en -701. Actuellement exposé au British Museum de Londres, il appartenait aux décors du palais de Sennacherib à Ninive. La chambre dans laquelle le relief a été découvert en 1845-47 est une pièce de 12 m sur 5 m, entièrement couverte.
En haut à gauche de cette table 8, on peut lire en écriture cunéiforme : « Sennacherib, le puissant roi, roi de la terre d'Assyrie, assis sur le trône du jugement, devant la cité de Lakish. Je donne la permission pour son massacre ».

### Dans la Bible
D'après la Bible, Lakish est située dans la Shéphéla, une zone intermédiaire entre la plaine maritime de Philistie et les monts de Judée, dans le territoire attribué à Juda.
La première mention biblique de Lakish se trouve dans le livre de Josué (10,3). Elle mentionne le roi "Japhia" (hébreu : יָפִ֧יעַ) de Lakish, qui aurait répondu à l'appel du roi de Jérusalem appelant les autres rois amorrites (un peuple cananéen habitant la montagne) à se liguer contre les Israélites et leurs alliés gabaonites. S'ensuivent des péripéties au cours desquelles les Israélites détruisent en représailles la ville de Lakish, ainsi que d'autres villes amorrites : Makkéda, Libna, Eglon (en), Hébron et Debir (sv). Ainsi, d'après la Bible, les Cananéens habitant à Lakish à cette époque (vers le XIIIe siècle) sont des Amorrites.
À la suite d'une conspiration (au VIIIe siècle), le roi Amasias s'enfuit à Lakish et y est tué.
Le roi assyrien Sennachérib (fin VIIIe siècle ou début VIIe siècle) s'empare de nombreuses villes de Juda, dont Lakish, où Ézéchias, roi de Juda, lui envoie une proposition de paix.
À l'époque qui correspond aux événements présentés dans la Bible autour des rois de Juda et d'Israël, Lakish avait une fonction de défense de Jérusalem et du territoire de Juda. L'accès le plus facile pour une armée d'importance était en effet la route de la côte, de laquelle ensuite on revenait vers l'intérieur des terres (c'est ce qui semble s'être produit dans Isaïe 36,2, 37,8 ou Jérémie 34,7). Lakish gardant l'une des vallées qui donnait accès à Jérusalem et à la haute Judée, elle était forcément sur le parcours de tels envahisseurs.

## Principales découvertes

### La dague duXVIIesiècle

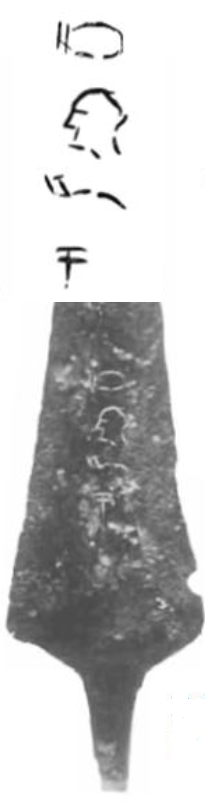
Dague de Lakish

La « dague de Lakish » en bronze, a été trouvée dans la tombe 1502, qui date du Bronze Moyen IIB. D'après le contexte archéologique de la tombe, elle serait datée des alentours de -1700 -1600.
Elle porte probablement la plus ancienne inscription alphabétique connue. Ecrite en proto-cananéen, elle est en tout cas la plus ancienne à avoir été trouvée dans un contexte archéologique qui ne fait aucun doute. Elle a été découverte accompagnée entre autres de trois scarabées de style hyksos.
L'inscription ne comporte que quatre lettres : T R N Z. Elle se lit peut-être « Turranza », bien que l'identification des signes 1 et 4 ne soit pas certaine.
| D21 |

| D21 |

| D1 |

| D1 |

| I10 |

| I10 |

| R11 |

| R11 |

### Fragment de bol (XIIesiècle)

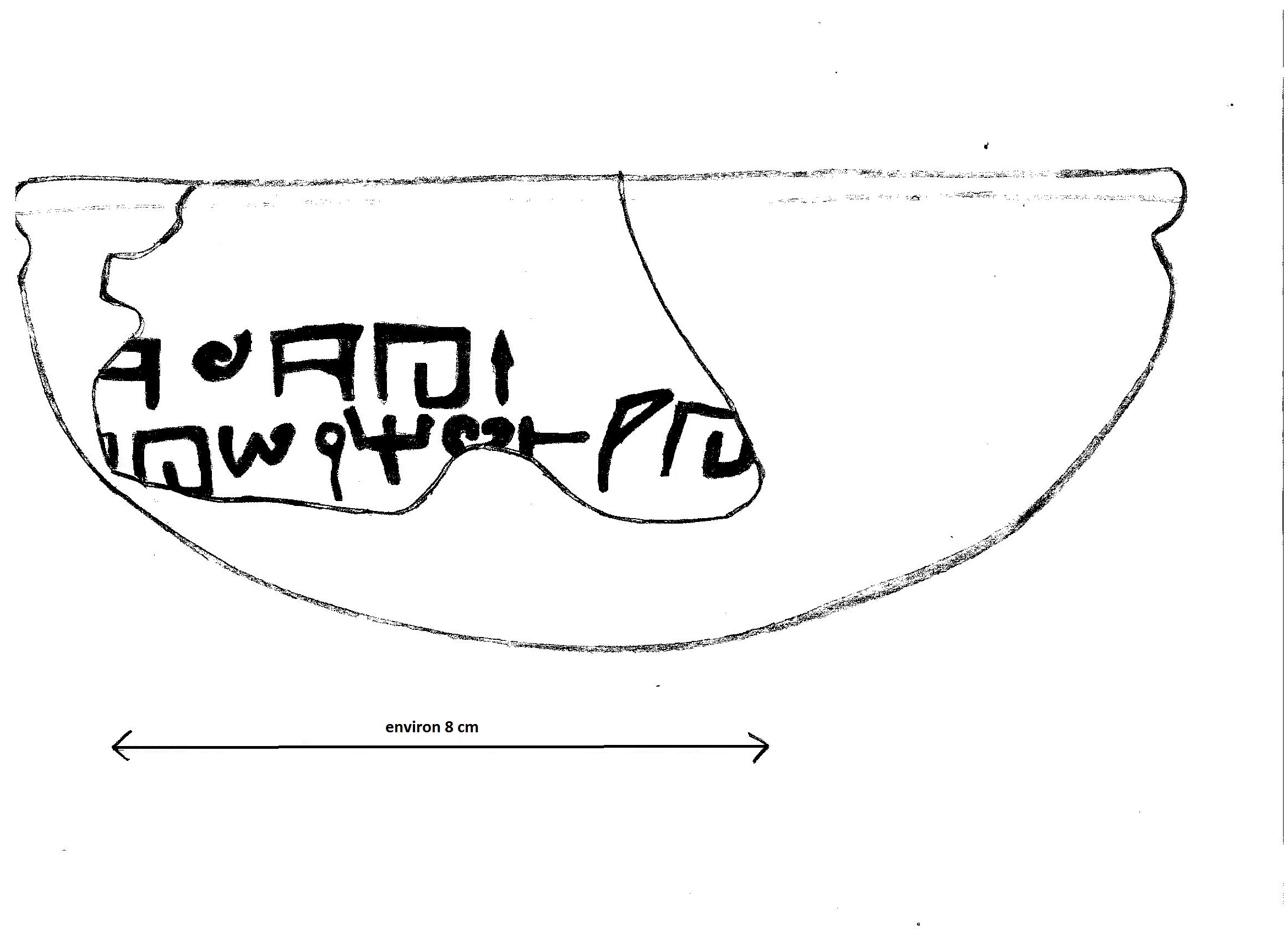
Fragment de bol

Un fragment de bol portant une inscription proto-cananéenne a été retrouvé dans le contexte clair de la strate VI. Elle serait datée d'autour de -1200 ou plus tôt. L'inscription est faite à l'encre, avant le bris de la jarre. Ce type de poterie est typique de la strate VI.
| O1 |

| O1 |

| A28 |

| A28 |

| V28 |

| V28 |

| S39 |

| S39 |

| D1 |

| D1 |

| N6 |

| N6 |

### Fragment de pot (XIIesiècle)
Un fragment de pot découvert en 2014 porte une intéressante inscription d'écriture alphabétique. Le texte comprend les premiers exemples datables (-1130 environ) des lettres kaf (le précurseur de la lettre latine K), samech (S) et Resh (R). Le samech n’avait jamais été trouvé dans les inscriptions du début de l’ère cananéenne.

### Les jarres LMLK (VIIIesiècle)

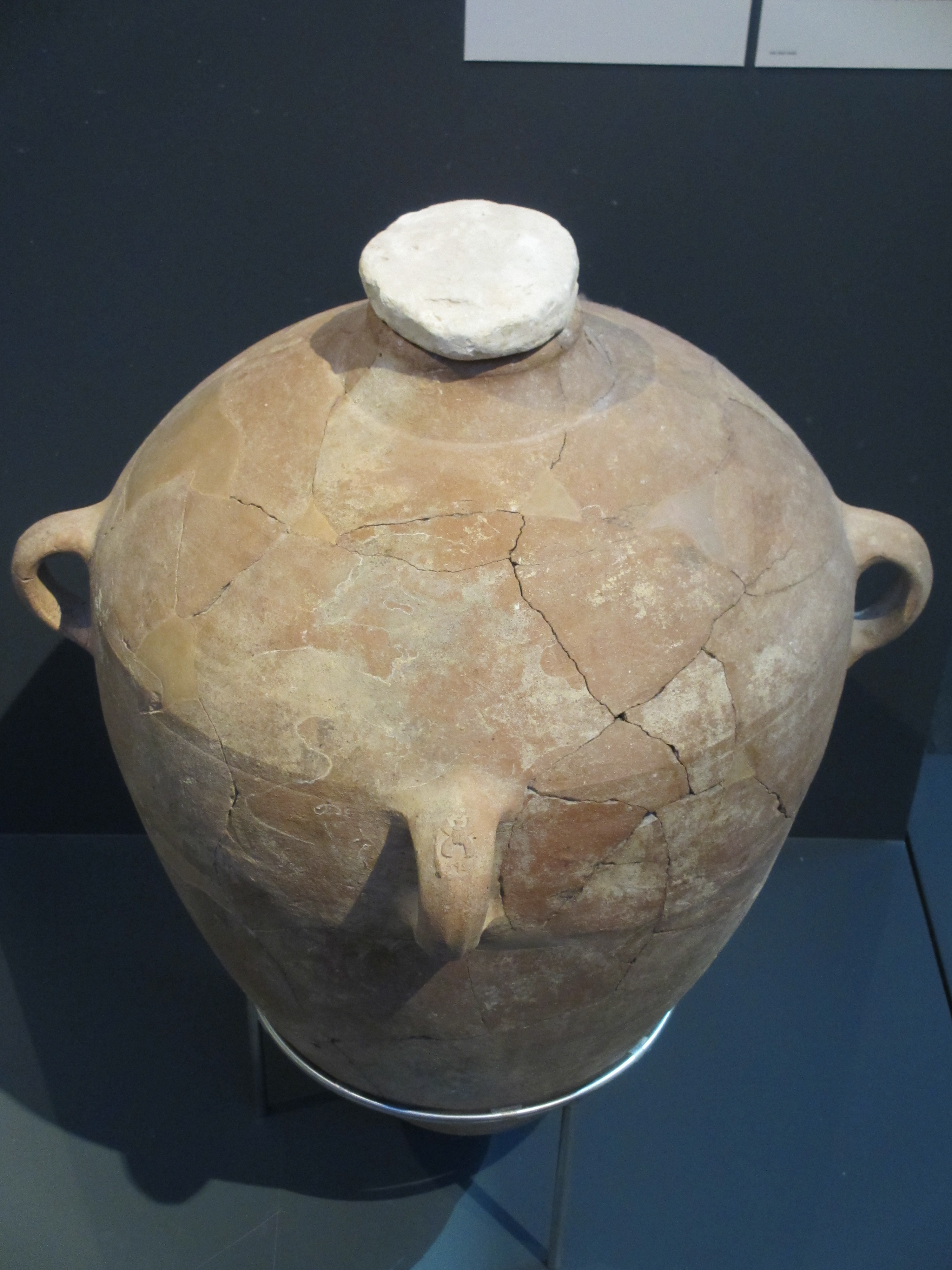
Jarre estampillée « LMLK Hébron » (Musée d'Israël, Jérusalem)

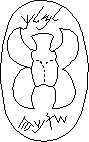

Un autre point d'intérêt des fouilles de Lakish est la découverte de plus de 400 tessons de jarres portant la mention LMLK, ce qui signifie pour le roi. C'est plus qu'en aucun autre endroit en Israël, y compris à Jérusalem, où on en a retrouvé un peu plus de 300. Ces tessons ont principalement été retrouvés pendant la campagne de James Leslie Starkey, par une prospection de surface, mais également au niveau 1 (époque perse et hellénistique), au niveau 2 (période précédant la conquête babylonienne par Nabuchodonosor II), et au niveau 3 (période précédant la conquête assyrienne de Sennacherib).
Grâce au travail de David Ussishkin et de son équipe, présents sur le site entre 1973 et 1994, huit de ces jarres estampillées ont pu être restaurées. Ils montrent ainsi que ce n'était pas une question de volume des jarres (puisque l'on a une variation de volume de 12 litres), et manifestant aussi le lien de ces jarres avec le règne du roi Ézéchias.

### Les ostraca (VIesiècle)

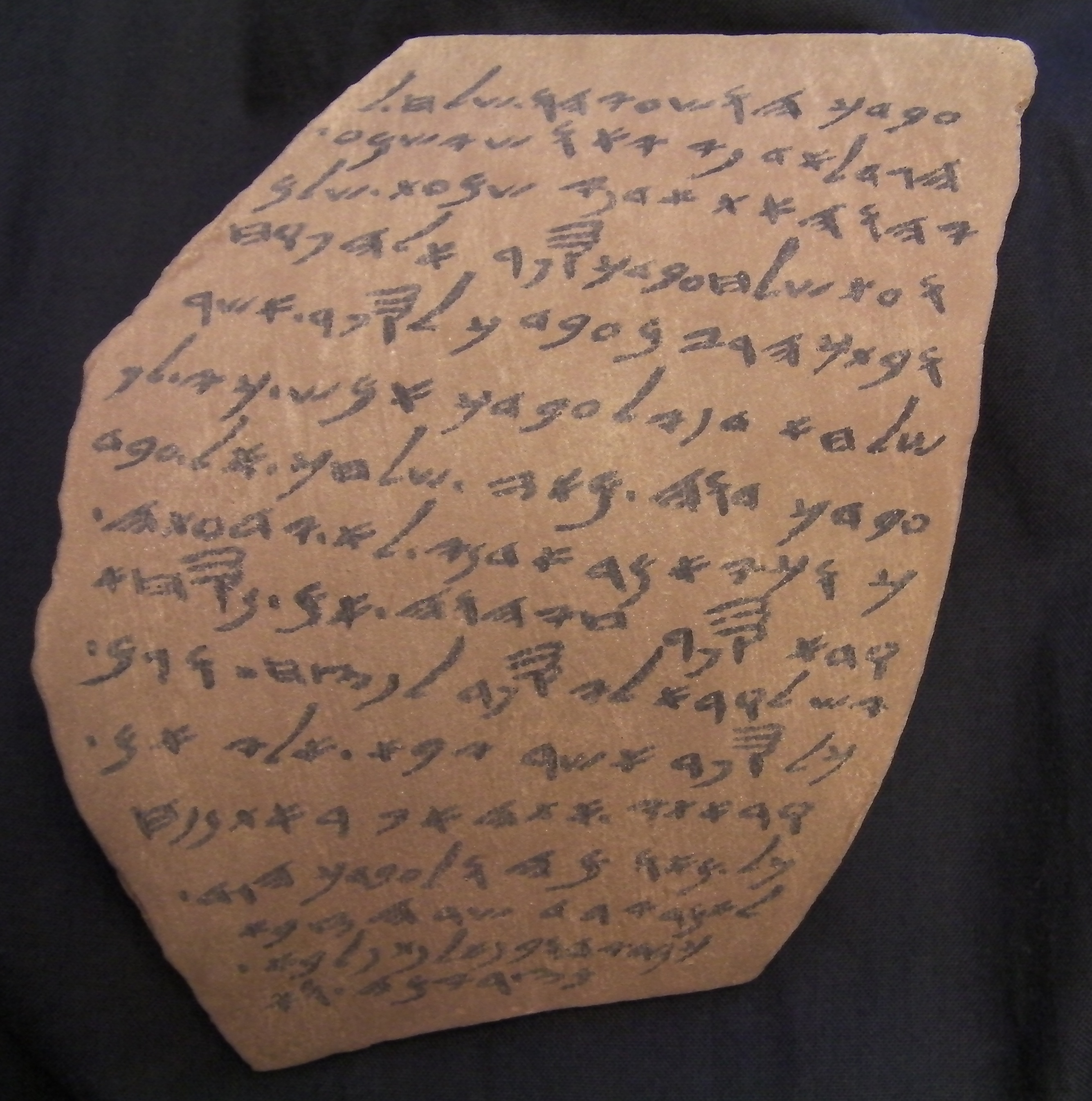
Reproduction de l'ostracon 3 (recto)

21 ostraca représentent la plus importante collection d'inscriptions en hébreu ancien. Ils ont été découverts lors des campagnes de fouilles réalisées entre 1932 et 1938 par l'archéologue britannique James Leslie Starkey, puis ont été déchiffrés et publiés par le professeur Naftali Herz Tur-Sinai. Ils ont été trouvés dans le niveau archéologique II qui correspond à la dernière phase de l'occupation judéenne de la ville de Lakish avant sa destruction par l'armée babylonienne de Nabuchodonosor II en 586 av. J.-C.. Ils apportent d'importants renseignements sur la paléographie, l'orthographe, le vocabulaire et la grammaire de l'hébreu ancien. C'est un des principaux corpus de documents en hébreu en dehors de la Bible.

### Peigne
En 2022, une équipe émanant de l'université hébraïque de Jérusalem et de l'université adventiste du Sud des États-Unis, a découvert à Lakish un peigne daté de 1 700 avant notre ère. Sur cet artéfact, dix sept lettres sont gravées en alphabet protosinaïtique. Elles forment sept mots d'une langue archaïque qui signifient : « Que cette défense déracine les poux des cheveux et de la barbe ». Cette découverte est significative, car jusqu'à présent aucune inscription de ce type n'avait été découverte en Israël, à l'exception de quelques mots diffus.